# アンリ・エティエンヌ・サント＝クレール・ドビーユ
アンリ・エティエンヌ・サント＝クレール・ドビーユ（Henri Étienne Sainte-Claire Deville, 1818年3月11日 - 1881年7月1日）は、フランスの化学者。

## 生涯
彼は、父親がフランス領事として赴任していたデンマーク領西インド諸島のセント・トーマス島で生まれた。彼は、兄のシャルルと共に、パリのコレージュ・ロランで教育を受けた。1844年に医学博士と理学博士の学位を取得した後、彼は、ブザンソンに新設された理学部の教授に任命され、1845年から1851年まで学部長兼化学教授を務めた。 1851年にパリに戻り、アントワーヌ・ジェローム・バラールの後任としてエコール・ノルマルの教授に就任した。1859年には、1853年から講じていたジャン＝バティスト・デュマの後任としてソルボンヌ大学の教授となる。彼は、ブローニュ＝シュル＝セーヌで没した。
彼は、1841年に、テレビン油とトルーバルサムの性質を調べるための実験を開始し、その過程でトルエンを発見している。しかし、彼の最も重要な業績は、おそらく無機化学と熱化学であった。1849年、彼は無水硝酸（五酸化二窒素）を発見した。この物質は、いわゆる一塩基酸の「無水物」の中で最初に得られた物として特筆される。 1854年にはアルミニウムの合成に成功し、最終的にはナトリウムを用いてアルミニウム金属を大規模に製造する方法を考案した。1857年にはフリードリヒ・ヴェーラーと共同で窒化ケイ素を発見した。彼はジュール・アンリ・ドブレー（1827年-1888年）と共に、白金の研究を行った。その目的は、純粋な白金の合成と、当時パリに置かれていた国際度量衡局のメートル原器に適した金属を見つける事であった。また、ルイ・ジョゼフ・トロースト（1825年生まれ）と共同で、1400℃までの蒸気密度を測定する方法を考案し、フリードリヒ・ヴェーラーと共同で、シリコンとホウ素の同素形について研究した。
鉱物、特に燐灰石や等方性鉱物、結晶性酸化物の人工的な合成も、彼が多くの実験を行ったテーマである。しかし、一般的に彼の化学への貢献として最もよく知られているのは、可逆的な反応の現象について「解離」という一般的な理論を確立した事である。彼がこのテーマに取り組んだのは1857年頃のことで、「ドビーユ温冷管」と呼ばれる装置を考案したのも、このテーマに関する研究の一環だった。
1860年、ドビーユはアメリカ哲学協会の会員に選出された。 1885年、パリ12区のサント・クレール＝ドビーユ通りが彼を記念して命名された。

## 著書
- "De l'aluminium et de ses combinaisons chimiques", Comptes-rendus de l'Académie des sciences (1854), article analysé sur le site BibNum.
- "Mémoire sur la fabrication du sodium et de l'aluminium", Annales de chimie et de physique, 46 (1856), 415-58
- "De l'aluminium, ses propriétés, sa fabrication et ses applications", 1 vol., in-8°, Paris, Mallet-Bachelier, 1859,176 pages
- "L'état naissant des corps",  la Revue scientifique, 22 janvier 1870.
- "L'internat dans l'éducation", la Revue scientifique, 2 septembre 1871.